# Bruggehoofd op Aarde
Bruggehoofd op Aarde (Engelse titel: The reefs of Earth) is een sciencefictionroman uit 1968 van de Amerikaanse schrijver R.A. Lafferty. Het origineel werd uitgebracht door Berkley Publishing Corp in New York. De Nederlandse versie werd uitgegeven door Uitgeverij Het Spectrum in de Prisma Pocketsreeks onder catalogusnummer 1490.

## Synopsis
De mensheid heeft in de toekomst te maken van een nieuwe bevolkingsgroep, de Puca. Zij kijken net zo vreemd op van de mens, als de mens van de Puca. De nieuwelingen, de familie Dulanty, worden met wantrouwen en achterdocht bekeken en zo komen onbetrouwbaar over. Het lijkt erop dat ze de mensheid willen uitroeien. Ze hoeven maar een paar dichtregels uit te spreken en het wordt bewaarheid. Tegelijkertijd moeten de Puca soms het onderspit delven ten gevolge van de Aardziekte waartegen ze niet bestand zijn. Er volgt een soort heksenjacht op de Puca, die als moordenaars worden gezien. Dat men bij die achtervolging zowel de reden als uitkomst manipuleert wordt als volslagen rechtvaardig gezien.
Prisma pockets gaf als korte omschrijving op de kaft mee, dat het een allegorie is op “een minderheidsgroep in de menselijke samenleving”, maar dan verteld aan de hand van een sciencefictioninvasie. De Leeuwarder Courant van 16 augustus 1971 omschreef het met “onaangename zaken verpakt in zwarte humor”.